# Cornuanandrus maior
Genre
Cornuanandrus maior est une espèce fossile d'araignées aranéomorphes de la famille des Synotaxidae.

## Distribution
Cette espèce a été découverte en Russie dans de l'ambre de la mer Baltique. Elle date du Paléogène.

## Systématique et taxinomie
Cette espèce a été décrite par Wunderlich en 1986.

## Publication originale
- Wunderlich, 1986 : Spinnenfauna gestern und heute. Fossile Spinnen in Bernstein und ihre heute lebenden Verwandten. Wiesbaden, Erich Bauer Verlag bei Quelle und Meyer, p. 1-283.